# Gran Premio motociclistico Vitesse du Mans 1991
Il Gran Premio motociclistico Vitesse du Mans 1991 è stata la quattordicesima e penultima prova del motomondiale 1991; si è disputata in sostituzione del Gran Premio motociclistico del Brasile inizialmente previsto e non effettuato per problemi economici.
È stata la seconda prova dell'anno disputata in territorio francese, sul circuito Bugatti di Le Mans, l'8 settembre e vi hanno gareggiato la classe 500 e la classe 250 oltre ai sidecar.
Le vittorie sono state di Kevin Schwantz nelle 500 e di Helmut Bradl in 250; tra i sidecar si è imposto l'equipaggio Rolf Biland/Kurt Waltisperg.
Al termine della gara sono risultati assegnati matematicamente tutti e tre i titoli mondiali ancora da assegnare: nella classe 500 si è imposto lo statunitense Wayne Rainey al secondo titolo consecutivo, nella classe 250 ha vinto l'italiano Luca Cadalora e tra le motocarrozzette si è imposto l'equipaggio britannico Steve Webster/Gavin Simmons (per Webster si tratta del quarto titolo).

## Classe 500

### Arrivati al traguardo
| Pos. | Nº | Pilota             | Squadra                      | Motocicletta | Giri | Tempo     | Griglia | Punti |
| ---- | -- | ------------------ | ---------------------------- | ------------ | ---- | --------- | ------- | ----- |
| 1º   | 34 | Kevin Schwantz     | Lucky Strike Suzuki          | Suzuki       | 28   | 47'37.764 | 5º      | 20    |
| 2º   | 3  | Michael Doohan     | Rothmans Honda               | Honda        | 28   | +0.148    | 2º      | 17    |
| 3º   | 1  | Wayne Rainey       | Marlboro Team Roberts        | Yamaha       | 28   | +3.468    | 3º      | 15    |
| 4º   | 19 | John Kocinski      | Marlboro Team Roberts        | Yamaha       | 28   | +3.700    | 1º      | 13    |
| 5º   | 5  | Wayne Gardner      | Rothmans Honda               | Honda        | 28   | +3.966    | 4º      | 11    |
| 6º   | 6  | Juan Garriga       | Ducados Yamaha               | Yamaha       | 28   | +37.852   | 7º      | 10    |
| 7º   | 21 | Doug Chandler      | Team Roberts Yamaha Castrol  | Yamaha       | 28   | +38.342   | 6º      | 9     |
| 8º   | 27 | Didier de Radiguès | Lucky Strike Suzuki          | Suzuki       | 28   | +39.290   | 9º      | 8     |
| 9º   | 10 | Sito Pons          | Campsa Honda                 | Honda        | 28   | +1'30.554 | 11º     | 7     |
| 10º  | 20 | Adrien Morillas    | Yamaha Sonauto Mobil 1       | Yamaha       | 28   | +1'45.040 | 12º     | 6     |
| 11º  | 17 | Eddie Laycock      | Millar Racing                | Yamaha       | 27   | +1 giro   | 13º     | 5     |
| 12º  | 4  | Niall Mackenzie    | Team Roberts Yamaha Castrol  | Yamaha       | 27   | +1 giro   | 8º      | 4     |
| 13º  | 11 | Marco Papa         | Moto Club Milano - Team Papa | Honda        | 26   | +2 giri   | 14º     | 3     |
| 14º  | 23 | Andreas Leuthe     | Librenti Corse               | Suzuki       | 26   | +2 giri   | 18º     | 2     |
| 15º  | 37 | Simon Buckmaster   | Padgett's Racing             | Suzuki       | 23   | +5 giri   | 20º     | 1     |

### Ritirati
| Nº | Pilota               | Squadra                | Motocicletta | Giri | Griglia |
| -- | -------------------- | ---------------------- | ------------ | ---- | ------- |
| 8  | Jean-Philippe Ruggia | Yamaha Sonauto Mobil 1 | Yamaha       | 25   | 10º     |
| 16 | Cees Doorakkers      | HEK-Bauwmachines       | Honda        | 17   | 17º     |
| 32 | Michael Rudroff      | R.S. RallyeSport       | Honda        | 8    | 16º     |
| 36 | Hans Becker          | Romero Racing          | Yamaha       | 5    | 19º     |

### Non partito
| Nº | Pilota       | Squadra | Motocicletta | Griglia |
| -- | ------------ | ------- | ------------ | ------- |
| 7  | Eddie Lawson | Cagiva  | Cagiva       | 15º     |

### Non qualificati
| Nº | Pilota               | Squadra        | Motocicletta |
| -- | -------------------- | -------------- | ------------ |
| 13 | Nicholas Schmassmann | Technotron     | Honda        |
| 38 | Josef Doppler        | Doppler Racing | Yamaha       |
| 30 | Martin Trösch        | MT Racing      | Honda        |
| 24 | Helmut Schütz        | Rallye Sport   | Honda        |

## Classe 250
La gara è stata interrotta al terzo giro a causa delle numerose cadute che avevano coinvolto gran parte dei partenti; ripartita su una distanza di 23 giri, ha visto la vittoria del tedesco Helmut Bradl davanti allo spagnolo Carlos Cardús e al fresco neo campione del mondo, l'italiano Luca Cadalora.

### Arrivati al traguardo
| Pos. | Pilota                    | Squadra                        | Motocicletta | Giri | Tempo     | Griglia | Punti |
| ---- | ------------------------- | ------------------------------ | ------------ | ---- | --------- | ------- | ----- |
| 1º   | Helmut Bradl              | HB Honda Racing Team Germany   | Honda        | 23   | 40'44.529 | 4º      | 20    |
| 2º   | Carlos Cardús             | Repsol Honda - Cardús          | Honda        | 23   | +6.322    | 3º      | 17    |
| 3º   | Luca Cadalora             | Rothmans-Kanemoto Honda        | Honda        | 23   | +13.955   | 1º      | 15    |
| 4º   | Wilco Zeelenberg          | Sharp Sanson - Bieffe          | Honda        | 23   | +19.513   | 2º      | 13    |
| 5º   | Masahiro Shimizu          | Ajinomoto Honda - HRC          | Honda        | 23   | +22.577   | 5º      | 11    |
| 6º   | Jochen Schmid             | Schuh-Zwafink Racing           | Honda        | 23   | +30.319   | 9º      | 10    |
| 7º   | Pierfrancesco Chili       | Iberna Aprilia - Valesi Racing | Aprilia      | 23   | +30.403   | 7º      | 9     |
| 8º   | Jean Pierre Jeandat       | Rothmans Honda France          | Honda        | 23   | +40.753   | 14º     | 8     |
| 9º   | Andreas Preining          | ÖKM-Aprilia - SK Vöst          | Aprilia      | 23   | +42.352   |         | 7     |
| 10º  | Paolo Casoli              | Team Agostini - API            | Yamaha       | 23   | +49.147   | 12º     | 6     |
| 11º  | Alberto Puig              | Ducados Yamaha Puig            | Yamaha       | 23   | +49.815   | 16º     | 5     |
| 12º  | Stefan Prein              | HB Honda Racing Team Germany   | Honda        | 23   | +54.912   |         | 4     |
| 13º  | Marcellino Lucchi         | OZ Racing System               | Aprilia      | 23   | +1'05.938 | 13º     | 3     |
| 14º  | Erkka Korpiaho            | AMS Mauri Racing               | Aprilia      | 23   | +1'31.171 |         | 2     |
| 15º  | Urs Jücker                | Swiss Yamaha                   | Yamaha       | 23   | +1'31.644 |         | 1     |
| 16º  | Stefano Caracchi          |                                | Yamaha       | 23   | +1'55.320 |         |       |
| 17º  | Patrick van den Goorbergh |                                | Yamaha       | 22   | +1 giro   |         |       |
| 18º  | Ian Newton                |                                | Honda        | 22   | +1 giro   |         |       |
| 19º  | Jean Foray                |                                | Yamaha       | 22   | +1 giro   |         |       |

### Ritirati
| Pilota            | Motocicletta | Giri | Griglia |
| ----------------- | ------------ | ---- | ------- |
| Loris Reggiani    | Aprilia      | 21   | 6º      |
| Bernard Haenggeli | Aprilia      | 21   |         |
| Doriano Romboni   | Honda        | 20   | 11º     |
| Herri Torrontegui | Suzuki       | 15   | 26º     |
| Bernd Kassner     | Aprilia      | 12   |         |
| Harald Eckl       | Aprilia      | 12   |         |
| Frédéric Protat   | Aprilia      | 8    |         |
| Corrado Catalano  | Honda        | 6    |         |
| Martin Wimmer     | Suzuki       | 4    | 8º      |
| Àlex Crivillé     | JJ Cobas     | 1    | 10º     |
| Renzo Colleoni    | Aprilia      | 0    | 15º     |

## Classe sidecar

### Arrivati al traguardo (posizioni a punti)[2]
| Pos. | Pilota             | Passeggero          | Costruttore | Punti |
| ---- | ------------------ | ------------------- | ----------- | ----- |
| 1º   | Rolf Biland        | Kurt Waltisperg     | LCR-Honda   | 20    |
| 2º   | Alain Michel       | Simon Birchall      | LCR-Krauser | 17    |
| 3º   | Steve Webster      | Gavin Simmons       | LCR-Krauser | 15    |
| 4º   | Paul Güdel         | Charly Güdel        | LCR-Krauser | 13    |
| 5º   | Egbert Streuer     | Peter Brown         | LCR-Krauser | 11    |
| 6º   | Ralph Bohnhorst    | Bruno Hiller        | LCR-Krauser | 10    |
| 7º   | Masato Kumano      | Eckart Rösinger     | LCR-Yamaha  | 9     |
| 8º   | Klaus Klaffenböck  | Christian Parzer    | LCR-Yamaha  | 8     |
| 9º   | Markus Bösiger     | Peter Höss          | LCR-Krauser | 7     |
| 10º  | Tony Wyssen        | Kilian Wyssen       | LCR-Krauser | 6     |
| 11º  | Yoshisada Kumagaya | Brian Houghton      | LCR-Krauser | 5     |
| 12º  | Theo van Kempen    | Geral de Haas       | LCR-Krauser | 4     |
| 13º  | Werner Kraus       | Thomas Schröder     | Busch-ADM   | 3     |
| 14º  | Barry Smith        | Trevor Hopkinson    | Windle-ADM  | 2     |
| 15º  | Gary Thomas        | Michel van Puyvelde | LCR-Krauser | 1     |